# Johann Mohr von Leun

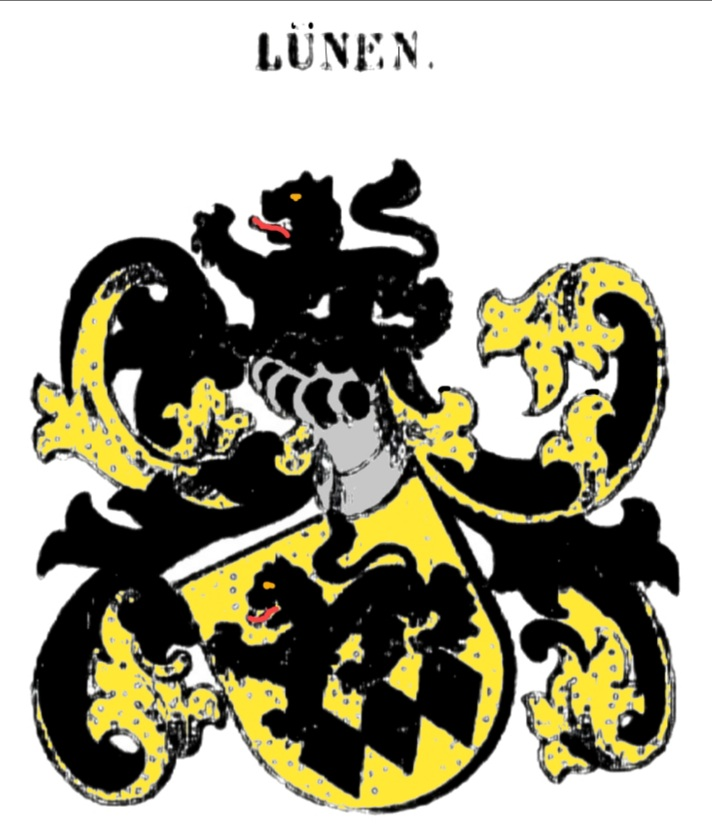
Wappen derer von Lünen (Leun) genannt Mohr

Johann Mohr, meist als Johann Mohr von Leun, auch als Johann von Leun (Lünen) genannt Mohr bezeichnet (* um 1445 in Leun; † 22. September 1519 in Mainz), war ein erst nassauischer, dann kurmainzischer leitender Verwaltungsbeamter und Hofrichter sowie 1498 und 1509 Reichstagsgesandter.

## Familie

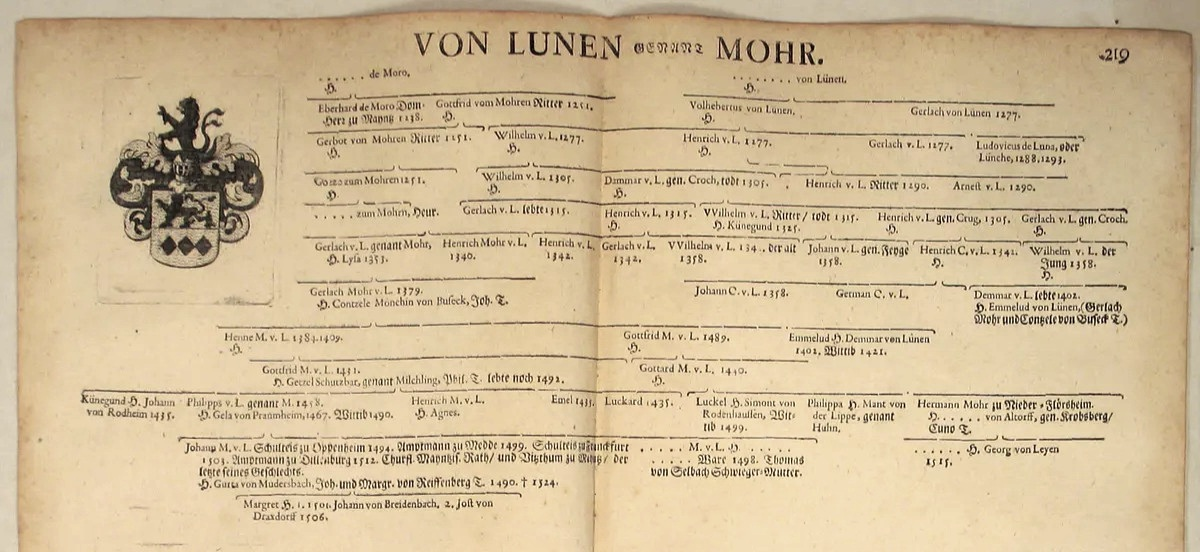
Eine Stammtafel derer von Lunen gen. Mohr um 1707 weist Johann Mohr als letzten männlichen Vertreter seines Geschlechts aus (links, unterer Bereich).

Johann Mohr entstammte einem ritterbürtigen niederadligen Geschlecht aus Leun, einer Linie mit dem Beinamen Mohr und wurde daher meist Johann Mohr von Leun genannt. Sein Vater war Philipp Mohr von Leun, der 1473/74 als solmsscher Amtmann in Greifenstein beurkundet ist und 1479 durch Wied-Runkel mit dem Kirchensatz zu Rodheim belehnt wurde. Johann Mohr heiratete 1490 (1492) Guda († 1524), die Tochter des Johann von Mudersbach, der 1457–89 nassauischer Amtmann in Beilstein war, und der Margarete von Reifenberg. Der Ehe entstammte eine Tochter namens Margarethe. Sie heiratete Jost von Drachsdorf, hessischer Oberamtmann und Hofmeister.

## Leben
Mohr erhielt seine juristische Ausbildung vermutlich in Mainz. Er erscheint zuerst 1471 als „vester“ (d. h. Zent- oder Landrichter, bzw. Kurialie für einen Ritterbürtigen) in Siegen, wo er Graf Johann IV. von Nassau-Dillenburg bei der Unterwerfung der Herren von Bicken unterstützte. 1475 bestellte ihn Graf Johann V. von Nassau-Dillenburg zum Präsident eines neu errichteten Oberhofs. Im Jahre 1492 gab ihm Johann V. als erbliches Mannlehen ein Burglehn in Diez und einen Burgsitz in Herborn, aber Burgmannsdienste leistete Mohr nie. Vielmehr wirkte er bei der Auflösung der Burgmannschaften mit und wurde deshalb vor das wichtige Hofgericht in Rottweil gezogen und 1494 geächtet. Daraufhin erwirkte Graf Johann V. die Aufhebung jeglicher Zuständigkeit der Rottweiler Richter für Nassau.
Am 10. April 1493 belehnte Gottfried IX., Herr zu Eppstein und Münzenberg und Graf zu Diez (* um 1436, † 24. Dezember 1522), Johann More von Lune mit den von dem verstorbenen Henne Ruddels von Riffenberg zwei heimgefallenen Lehen, darunter mit dem Burglehen zu Diez, Eppsteinischen Teils.
Ab 1493 war Mohr auch Amtmann von Siegen. 1497 wurde er als Amtmann nach Herborn versetzt. Mit der in dieser Zeit vollzogenen Verlegung des Residenz- und Regierungssitzes von Siegen nach Dillenburg gelangte das Grafenhaus aus dem Westfälischen Landfrieden und kurkölnischer Kontrolle in den Bereich des Wetterauer Landfriedens, und Mohr war nun aktiv an der auf Erneuerung der Wetterauer Landvogtei zielenden Politik des Wetterauer Grafenvereins beteiligt. 1498 war er dessen erster Gesandter auf dem Reichstag in Freiburg. Mohr gehörte zu denen, die schon vor der Verkündigung des Ewigen Landfriedens durch König Maximilian I. im Jahre 1495 auf mittlerer Ebene wesentliche Beiträge zur Verrechtlichung des politischen Lebens erbrachten. Der Vordenker des hessischen Hofgerichts, Hans von Dörnberg, unternahm daher 1499 einen Versuch, ihn in hessische Dienste zu ziehen, aber Mohr lehnte ab.
1508 wechselte er von der Amtmannstelle in Herborn auf die des Haushofmeisters in Dillenburg. Im folgenden Jahr erwarb er vom Kloster Altenberg den Hof Dagobertshausen. 1509 war er auch Reichstagsgesandter in Worms, und ab 1511 diente er als Amtmann von Dillenburg. Zusammen mit dem Kanzler Johann Wisze bereitete er die Klageschrift zum Katzenelnbogischen Erbfolgestreit vor und präsentierte sie dem Reichshofrat.
Im Jahre 1515 trat Mohr in kurmainzischen Dienst: er wurde Vizedom, Amtmann des Stifts St. Victor vor Mainz und Hofrichter des Kurfürsten Albrecht. Im selben Jahr veräußerte er den Hof Dagobertshausen an die Marburger Patrizierfamilie Mentz, von wo später ein Teil an den hessischen Kanzler Johannes Heintzenberger kam.